# Биончик, Иван Сергеевич
Иван Сергеевич Биончик (бел. Іван Сяргеевіч Біёнчык; род. 7 октября 1985, Минск) — белорусский футболист, защитник, футбольный тренер.Главный тренер мозырской «Славии». Лучший тренер Беларуси 2021. Лучший тренер года 2021. Женат, двое детей. 

## Карьера игрока
В 2003—2010 годах провёл за клуб СКВИЧ/«Локомотив» более 120 матчей, в составе которого в 2004 в 2007 годах становился, соответственно, победителем и бронзовым призёром первой лиги. В высшей лиге провёл 48 матчей. Сыграл 29 матчей (забил 2 мяча) в первенстве дублёров.

## Тренерская карьера
В 2014 году возглавил ФК «Луч» из Минска, выступавший на тот момент во второй лиге чемпионата Белоруссии. В 2015 году команда заняла первое место и вышла в первую лигу. Через два, в 2017 году, столичный клуб под руководством Ивана Биончика вновь финишировал первым и получил право дебютировать в высшей лиге. С 2020 года — главный тренер клуба «Гомель». 8 декабря 2021 года назначен на пост главного тренера солигорского «Шахтёра». 
По итогам сезона 2021 года признан тренером года Беларуси. В голосовании участвовали футбольные тренеры, специалисты, капитаны, арбитры и журналисты. Награда была вручена на торжественной церемонии «Звездный мяч», организуемой Ассоциацией «Белорусская федерация футбола».
11 апреля 2022 года сообщил, что покидает пост главного тренера «Шахтёра». 12 апреля 2022 года официально покинул пост главного тренера солигорского клуба.
21 октября 2022 года назначен на пост главного тренера мозырской «Славии». В феврале 2024 года получил тренерскую лицензию УЕФА категории PRO.

## Достижения

### Тренер
«Луч»
- Победитель Второй Лиги: 2015
- Победитель Первой Лиги: 2017

### Личные
- Тренер года Беларуси 2021.